# Ngô Đô Bổ
Hoàn Nhan Ngang (chữ Hán: 完颜昂, ? – 1142), tên Nữ Chân là Ngô Đô Bổ (吾都补), hoàng thân, tướng lãnh nhà Kim.

## Cuộc đời và sự nghiệp
Ngang là con trai út của Kim Thế Tổ Hặc Lý Bát, thường đi theo anh trai là Thái Tổ A Cốt Đả chinh chiến. Năm Thiên Phụ thứ 6 (1122), Ngang cùng Sảo Hát đem 4000 quân giám hộ các bộ đầu hàng dời đi Lĩnh Đông, để làm quân trú phòng Lâm Hoàng phủ . Trên đường đi, Ngang không thể phủ dụ và chế ngự, phần lớn các bộ chịu nhiều khổ cực nên bỏ trốn. Thái Tổ sai Xuất Lý đến răn dạy Ngang, nhưng đến Thượng Kinh thì chỉ còn 2 bộ Chương Mẫn Cung, Tiểu Thất. Có chiếu cho Am ban Bột cực liệt Ngô Khất Mãi trừng phạt Ngang và Sảo Hát. Khi ấy Ngô Khất Mãi giữ Thượng Kinh, Từ Bất Thất làm phó cho ông ta. Từ Bất Thất khuyên Ngô Khất Mãi nhân dịp quốc khánh hãy giảm nhẹ hình phạt, vì thế Ngang bị đòn 70 trượng, giam ở Thái Châu, nhưng Sảo Hát bị giết.
Năm Thiên Hội thứ 6 (1128), được làm quyền Nguyên soái Tả đô giám. Năm thứ 15 (1137), được làm Tây kinh lưu thủ. Năm Thiên Quyến thứ 3 (1140), được làm Bình chương chánh sự. Năm Hoàng Thống đầu tiên (1141), được phong Tất Thủy quận vương. Năm thứ 2 (1142), được đeo dòng chữ "Hoàng thúc tổ", phong Vận vương. Cùng năm ấy, hoăng.